# 겁나는 여친의 완벽한 비밀
《겁나는 여친의 완벽한 비밀》(영어: My Super Ex-Girlfriend)은 2006년 개봉한 미국의 슈퍼히어로 로맨틱 코미디 영화이다. 우마 서먼과 루크 윌슨, 애나 패리스가 출연하고, 아이번 라이트먼 감독이 연출했다.

## 줄거리
섹시한 슈퍼히어로 'G걸'이 지키는 뉴욕. 회사원 맷은 친구 본과 내기를 걸고 지하철에서 만난 제니에게 작업을 걸게 된다. 그때 갑자기 강도가 제니의 가방을 빼앗아 가고, 맷은 강도를 뒤쫓아 가방을 되찾아 온다. 그 영웅적인 모습에 감동한 제니는 맷의 데이트 신청을 받아준다. 데이트하면서 맷은 제니의 무시무시한 힘과 맷집에 놀라게 된다. 관계가 진전되자, 제니는 맷에게 자신이 슈퍼히어로 G걸임을 밝힌다. 그녀는 학창 시절 우연히 운석에 접촉했다가 초능력을 얻게 되었다.
그런데 맷에게는 직장 동료인 해나가 있었다. 해나는 맷에게 계속 추파를 던졌고, 맷도 원래 해나에게 마음이 있었으나 그녀에게 잘생긴 모델 남자친구가 있어 단념하고 있었다. 그런데 해나와 친근한 맷의 모습을 본 제니는 강한 질투심을 드러내며 맷을 괴롭히기 시작한다. 맷은 결국 제니에게 이별을 통보한다. 이에 분노한 제니는 맷이 맡은 중요한 발표를 망쳐놓고(광선으로 이마에 욕을 새겨놓고, 발표 중에 그를 알몸으로 만든다) 결국 맷은 회사에서 해고당한다. 맷은 계속해서 제니의 복수극에 시달린다.
그즈음 G걸의 숙적인 사업가 '베들럼 교수'가 맷에게 접근한다. 베들럼 교수는 학창 시절 제니의 남자친구였으나, 제니가 초능력을 얻은 후 잘나가기 시작하면서 버려진 데에 앙심을 품고 악당이 되었다. 이제 교수는 제니의 유전자를 연구하여 초능력을 빼앗는 돌을 발견하였고, 맷을 자기 편으로 끌어들이고자 한다. 맷은 그가 제니에게 집착하고 있음을 눈치채는 한편, 제니에 대한 의리 때문에 거절한다.
맷이 제니를 피해 뉴욕을 떠나려던 참에, 해나가 남자친구와 헤어진다. 맷은 해나를 위로해주면서 자연스레 잠자리를 갖게 된다. 그리고 그 광경을 제니가 목격하고, 그곳에 상어를 내던지는 만행을 저지른다. 완전히 질려버린 맷은 베들럼 교수를 다시 찾아가 그의 계획에 가담하기로 한다. 교수는 계획이 성공하면 자신도 은퇴하겠다고 약속한다.
맷은 제니를 찾아가 거짓으로 사과하고 화해의 선물을 마련한다. 선물상자 안에는 베들럼 교수가 발견한 돌이 들어 있었다. 맷의 연극이 제대로 진행되던 찰나, 해나와 친구 본이 들이닥치면서 계획이 들통나버린다. 해나가 선물상자를 열자 제니는 초능력을 흡수당해 버린다. 그러자 베들럼 교수가 나타나 약속을 어기고 초능력을 얻으려 하고, 제니가 다시 운석에 손을 뻗자 해나가 그를 제지하면서 폭발이 일어난다. 그 결과, 제니와 해나가 동시에 초능력을 얻게 된다. 두 사람은 시내 한복판에서 뒤엉키며 싸우고 큰 피해가 발생한다. 마침내 맷이 둘을 막아서고, 제니를 좋아하는 베들럼 교수의 속내를 제니에게 밝힘으로써 일단락된다. 교수가 회개하고 제니는 그의 마음을 받아들여 둘은 연인이 된다.
소동이 마무리되고 맷은 해나와, 제니는 베들럼 교수와 연인 관계를 이어간다. 해나는 G걸의 사이드킥이 되고, 맷은 베들럼 교수와 친구가 된다.

## 출연진
- 우마 서먼/타라 L. 톰슨(아역) - 제니 존슨 / G걸
- 루크 윌슨 - 맷 손더스
- 애나 패리스 - 해나 루이스
- 에디 이저드/케빈 타운리(아역) - 배리 에드워드 램버트 / 베들럼 교수
- 레인 윌슨 - 본 헤이지
- 완다 사이크스 - 칼라 덩커크
- 스텔리오 사반테 - 리오
- 마이크 이오리오 - 레니
- 마크 콘수엘로스 - 스티브 벨러드
- 마거릿 앤 플로렌스 - 바텐더
- 캐서린 라이트먼 - 뉴스 진행자